# Bronzezeithaus Hartwarderwurp

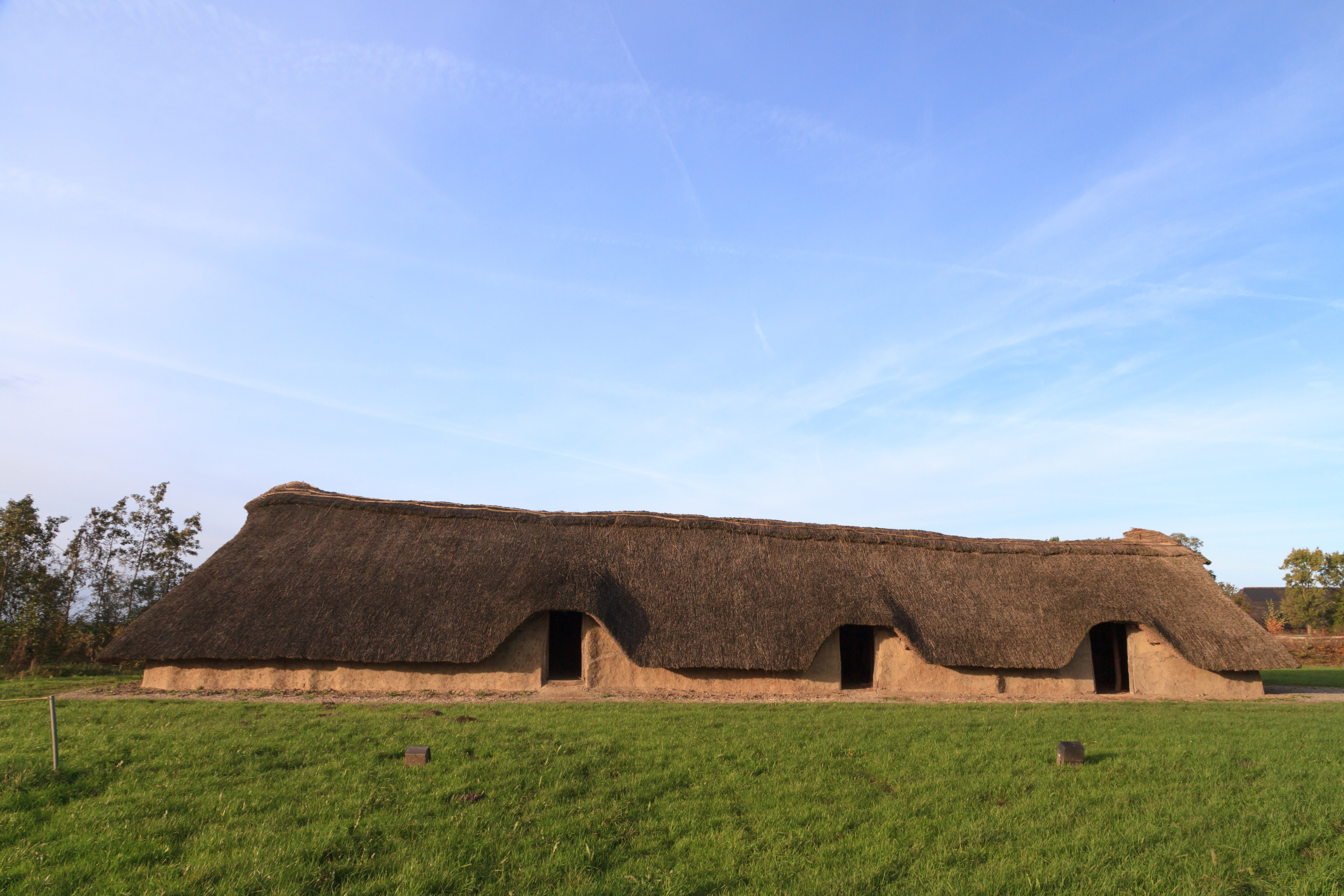
Der Nachbau des Bronzezeithauses in Hartwarderwurp

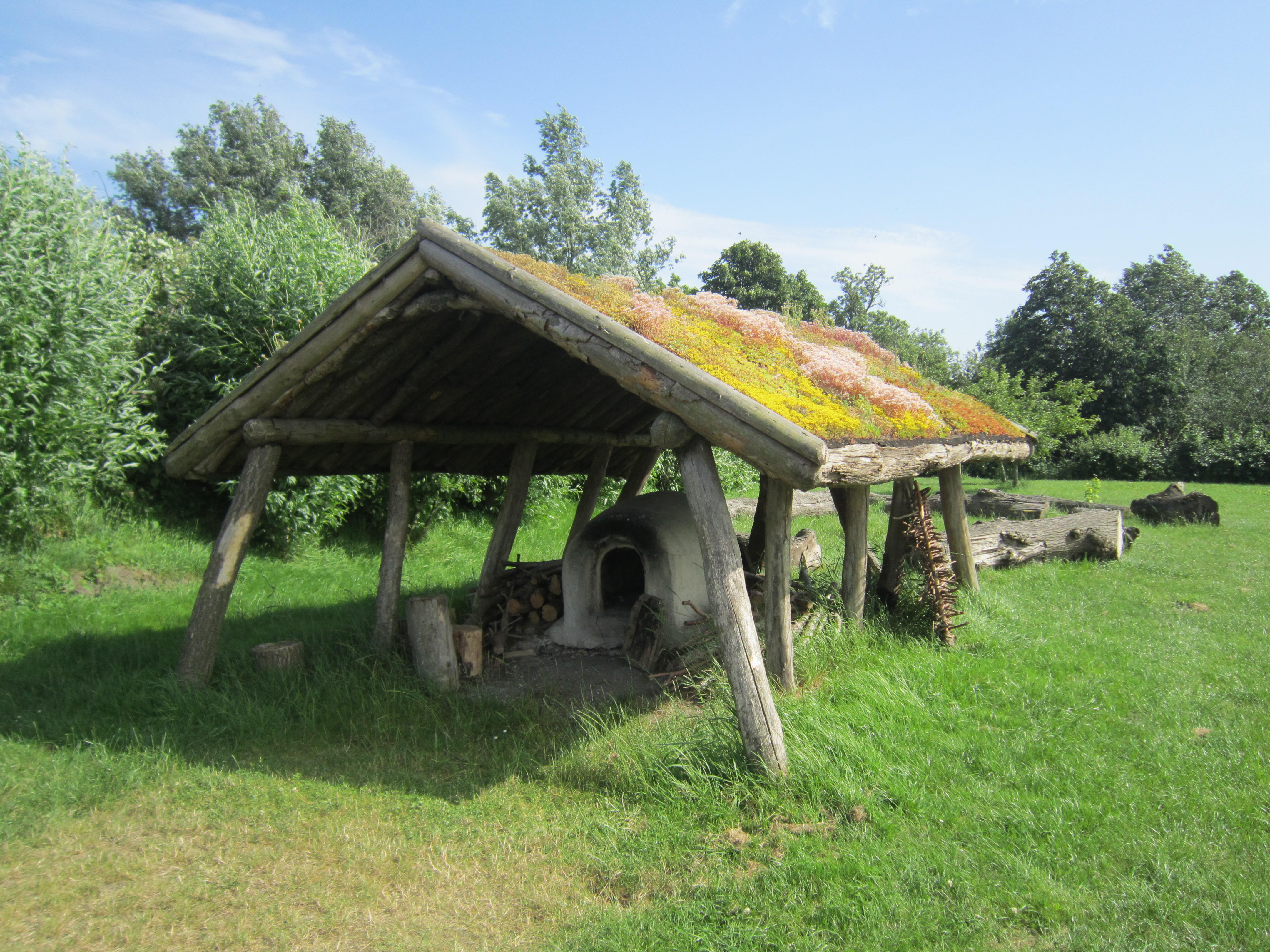
Lehmbackofen beim Brozezeithaus

Das Bronzezeithaus Hartwarderwurp, auch Bronzezeithaus Hahnenknoop genannt, ist ein Nachbau des ältesten bisher nachgewiesenen Bauernhauses in der deutschen Küstenmarsch aus dem 10. bzw. 9. Jahrhundert v. Chr. Es steht zwischen der Bundesstraße 437 und dem Strohauser Sieltief in der niedersächsischen Gemeinde Stadland in der Wesermarsch südöstlich des Jadebusens. Zu dem Haus gehört ein 5000 m² großes Freigelände.
An Aktionstagen wird in einem außerhalb des Hauses gelegenen Lehmofen nach Bronzezeitart Brot gebacken.

## Geschichte der Bronzezeitsiedlung

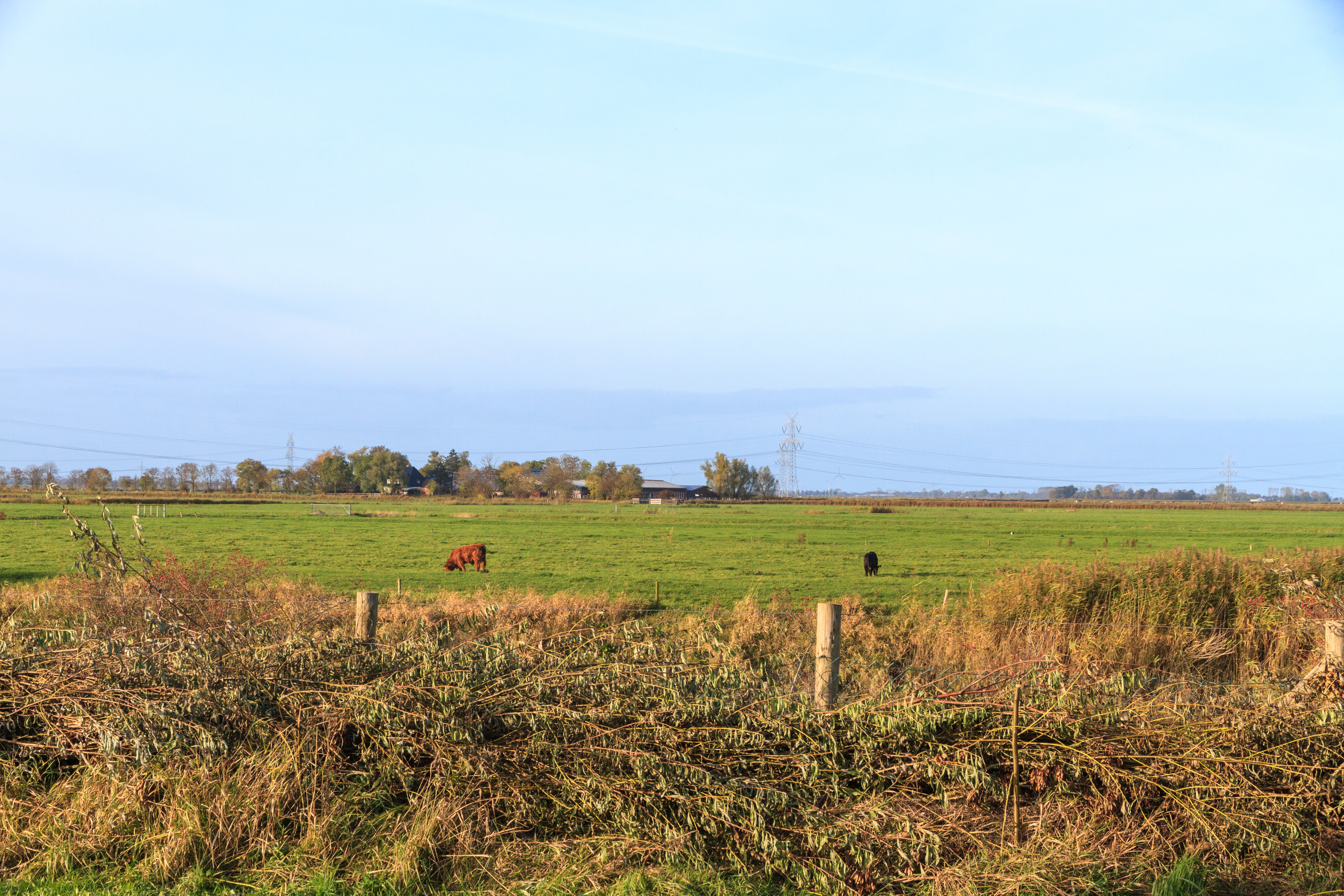
Blick auf die Grabungsfläche von 1996 bis 2001

Um 900 vor Christi Geburt siedelten am Standort der Rekonstruktion in der späten Bronzezeit Menschen. Die Siedlung wurde zu ebener Erde und trotz der Gewässernähe nicht als Wurt angelegt. Der Siedlungsplatz befand sich am Fuß der Rückseite des Uferwalls der Weser oder eines ihrer Nebenarme. An den Uferwall grenzte das Sietland, das durch Moore gekennzeichnet ist und erst seit dem Mittelalter entwässert und kultiviert wurde.

## Archäologische Funde und Rekonstruktion des Bronzezeithauses
Im Zuge von Baggerarbeiten für die Verlegung des Strohauser Sieltiefs sowie umfangreichen Bohrungen wurden ab 1971 in zwei Metern Tiefe Reste von Häusern und Zäunen aus Holz gefunden, die sich im feuchten Boden der Marsch unter Luftabschluss 3000 Jahre erhalten haben. Zu der Siedlung gehörten mindestens vier Häuser. Von 1996 bis 2001 grub das Niedersächsische Institut für historische Küstenforschung die Überreste eines der drei Hausplätze aus. Im ständig feuchten Boden der Marsch waren die Reste hervorragend erhalten geblieben. Der Verkehrsverein Stadland initiierte den Nachbau des Bronzezeithauses in unmittelbarer Nähe des Fundortes als 1:1-Modell. Für das Projekt ist seit 2001 der seinerzeit gegründete „Förderverein Bronzezeithaus Hahnenknoop e.V.“ zuständig. Im Mai 2005 wurde mit dem Nachbau des Bronzezeithauses begonnen; am 9. September 2005 wurde es offiziell eröffnet.
Die Baukosten in Höhe von 253.200 € wurden zur Hälfte durch LEADER-Mittel, zur Hälfte aus dem Finanztopf „Wesermarsch in Bewegung“ des Landkreises Wesermarsch finanziert. Bis März 2015 wurde die Anlage von ca. 20.000 Besuchern aufgesucht.

## Bauweise des Hauses

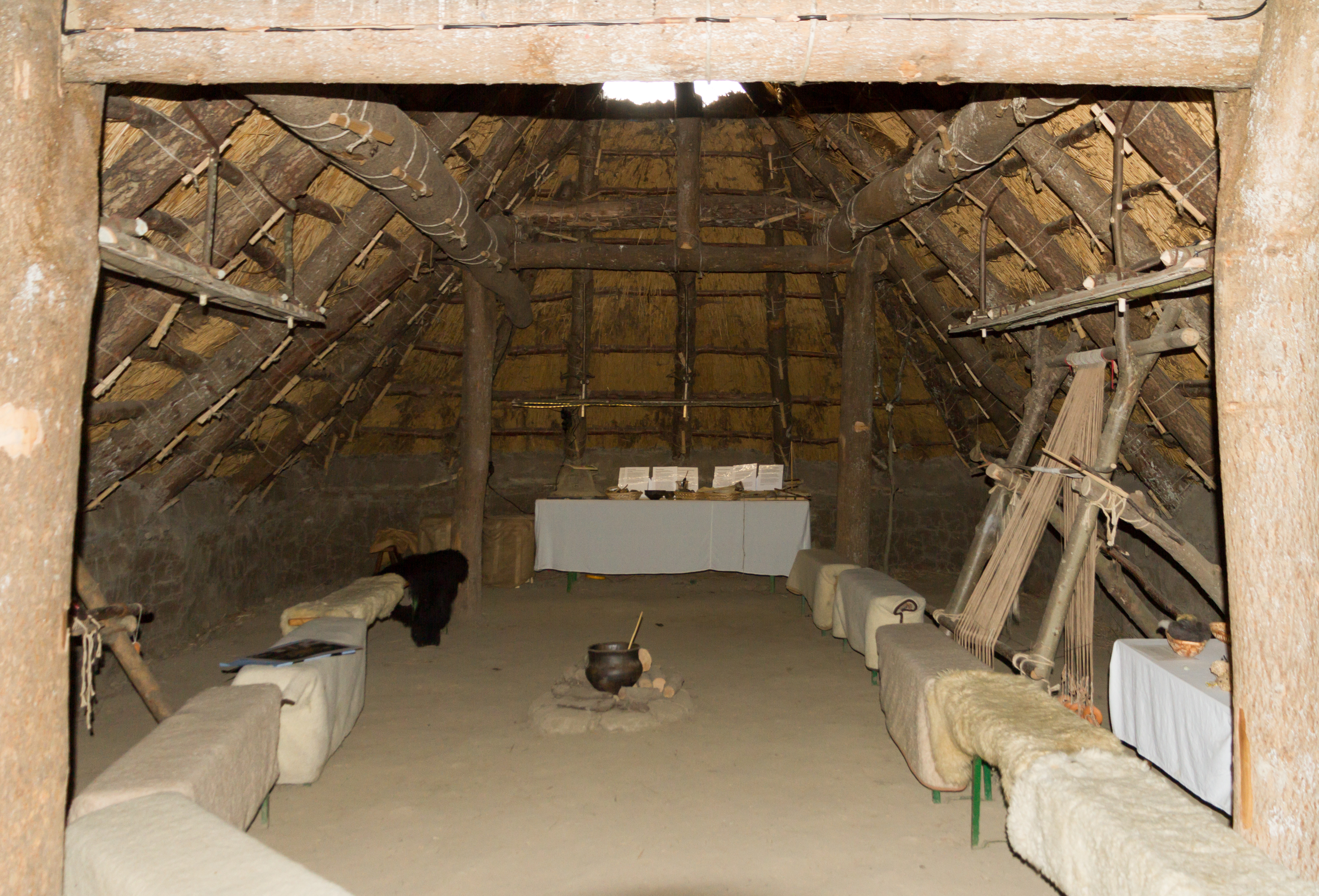
Blick in den Wohnteil

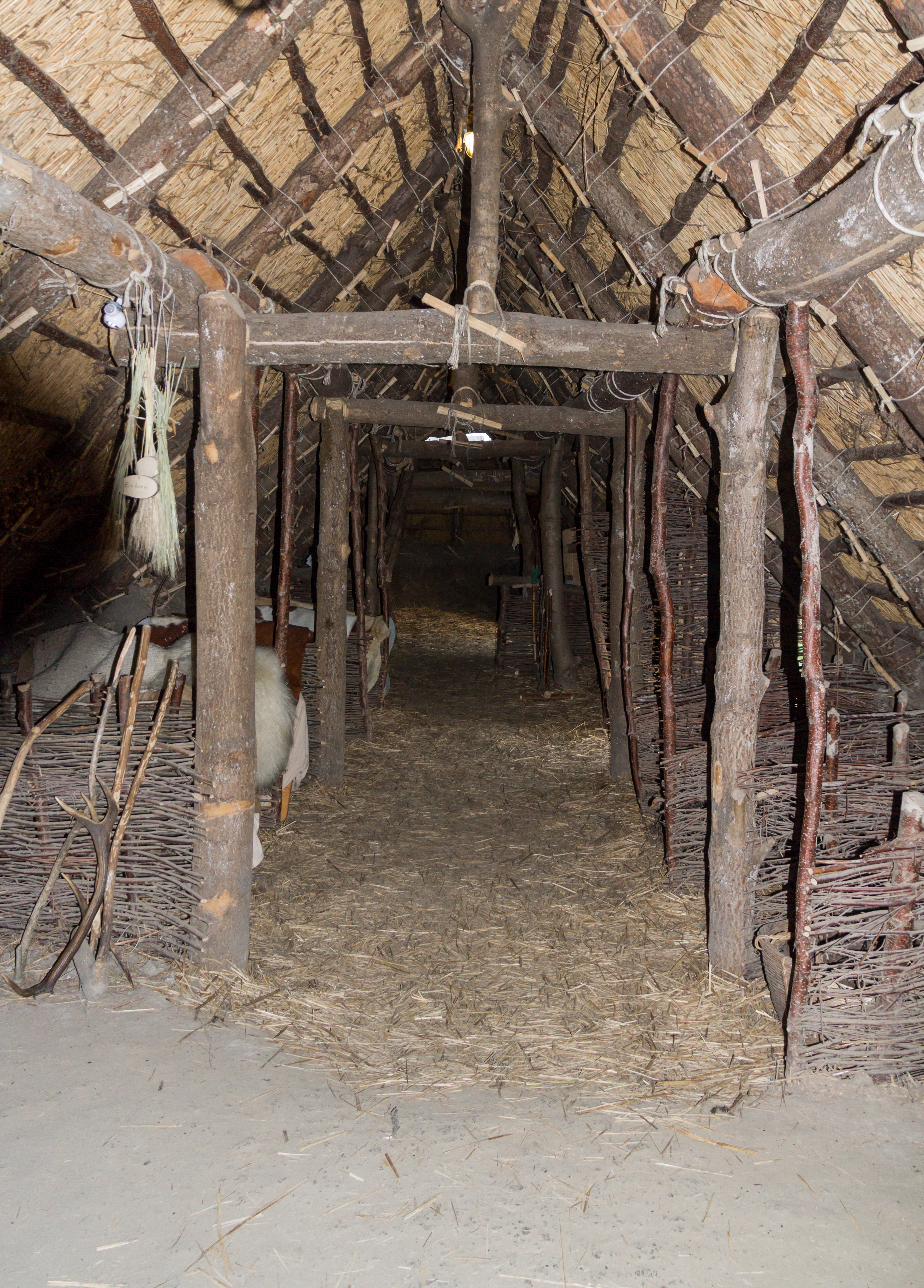
Blick in den Stallteil

Das ausgegrabene dreischiffige Wohnstallhaus bestand aus zwei Reihen starker Innenpfosten, die das Dach trugen; diese begrenzten einen mittleren Gang. An ihn schlossen sich im Stallbereich auf beiden Langseiten Boxen für das Vieh an. Im Zentrum des Wohnbereichs befand sich die ebenerdige Herdstelle. Die Länge der Häuser betrug in der Regel zwischen 15 und 30 Metern bei einer Breite um 6 Meter. Das dreischiffige Wohnstallhaus fand in der Neuzeit seine Fortsetzung im Niederdeutschen Hallenhaus. Für das ausgegrabene Wohnstallhaus wurde bis auf wenig Esche nur Erle als Bauholz verarbeitet. Als Dacheindeckung und als Einstreu im Stall benutzte man Schilf. Der Wohnbereich war durch eine Sodenpackung etwas erhöht, um einen besseren Schutz vor dem feuchten Boden der Umgebung zu bieten.

## Lebensweise der Bronzezeitmenschen in der Wesermarsch
Die wirtschaftliche Grundlage der Siedlung stellte die Viehhaltung dar, und zwar in Form der Zucht von Rindern und Schafen. Ein erheblicher Teil des Eiweißbedarfs wurde wahrscheinlich durch Fische gedeckt. Wildtiere wurden kaum gejagt. Daneben gab es auch etwas Ackerbau. Angebaut wurden vor allem Spelzgerste, Emmer und Einkorn, daneben aber auch Rispenhirse, Hafer, Pferdebohnen sowie Lein und Leindotter. Bei Ausgrabungen wurden auch Reste von Schlehen, Brombeeren, Hagebutten, Erdbeeren, Wildäpfeln, Wacholder und Haselnüssen gefunden.